# Plymouth (hrabstwo Grafton)
Plymouth – jednostka osadnicza w Stanach Zjednoczonych, w stanie New Hampshire, w hrabstwie Grafton.